# Courtney Eaton
Courtney Eaton (Bunbury, 6 gennaio 1996) è una modella e attrice australiana.

## Biografia
Courtney Eaton , nata a Bunbury, in Australia, da padre australiano e madre neozelandese, studia alla Bunbury Cathedral Grammar School. All'età di undici anni viene notata da Christine Fox della Vivien's Models; inizierà a lavorare come modella a sedici anni. Dopo una collaborazione recitativa assieme a Myles Pollard come parte del suo percorso da attrice, partecipa ad un'audizione a Sydney per Mad Max: Fury Road, ottenendo la parte di Cheedo "la fragile", una delle Cinque Mogli di Immortan Joe. L'attrice ha descritto il suo personaggio come "la più giovane delle mogli [...] una ragazzina che è stata privata della propria infanzia. Personalmente credo che ciò l'abbia fortemente scossa e che nella sua testa non sia esattamente tutto a posto". A fine 2013 Eaton è entrata nel cast di Gods of Egypt (2016), nel ruolo di Zaya, una giovane schiava e interesse amoroso del protagonista; il cast è composto anche da Gerard Butler, Nikolaj Coster-Waldau, Brenton Thwaites e Abbey Lee, con cui aveva già lavorato in Fury Road.

## Vita privata
Dal marzo 2015 al novembre 2017 ha avuto una relazione con Ross Lynch.

## Filmografia

### Attrice

#### Cinema
- Mad Max: Fury Road, regia di George Miller (2015),
- Gods of Egypt, regia di Alex Proyas (2016),
- Newness, regia di Drake Doremus (2017),
- Status Update, regia di Scott Speer (2018),
- Perfect, regia di Eddie Alcazar (2018),
- Live! Corsa contro il tempo, regia Steven C. Miller (2019).

#### Televisione
- Yellowjackets, (2021- in corso).

## Doppiatrici italiane
- Roisin Nicosia in Mad Max: Fury Road
- Letizia Ciampa in Gods of Egypt
- Debora Magnaghi in Newness
- Sara Labidi in Yellowjackets